# Atlantljungssläktet
Atlantljungssläktet (Daboecia) är ett växtsläkte i familjen ljungväxter med 2 arter. Arterna förekommer från västra Irland till Portugal och på Azorerna. De odlas som trädgårdsväxter i Sverige.